# Jeenyo United Football Club
El Jeenyo United FC es un equipo de fútbol de Somalia que juega en la Primera División de Somalia, la liga de fútbol más importante del país.

## Historia
Fue fundado en el año 1947 en la capital Mogadiscio con el nombre Genio Oficina/Lavori Publici; y con ese nombre fue uno de los miembros fundadores de la Federación de Fútbol de Somalia y de la Primera División de Somalia en 1967.
Su primer título de liga lo ganaron en 1969, el primero de 3 consecutivos que tuvieron y ganaron la primera edición de la Copa de Somalia en 1977.
A nivel internacional es uno de los equipos de Somalia con más participaciones con 6 torneos internacionales, pero nunca ha podido avanzar de ronda.
El equipo -entonces llamado Lavori Publici FC- había desaparecido en 1990 debido a la guerra civil de Somalia, pero la Federación de Fútbol de Somalia decidió refundarlo con el nuevo nombre de Jeenyo United el 11 de marzo del 2012, uniendo varios pequeños equipos con lo que quedaba administrativamente y socialmente del desaparecido Genio/Lavori Publici.

## Palmarés
- Primera División de Somalia: 4

1969, 1970, 1971, 1980/81
- Copa de Somalia: 2

1977, 1980

## Participación en competiciones de la CAF
| Temporada | Torneo                            | Ronda      | Club              | Casa | Visita | Global |
| --------- | --------------------------------- | ---------- | ----------------- | ---- | ------ | ------ |
| 1970      | Copa Africana de Clubes Campeones | Preliminar | Prisons Kampala   | 2-1  | 2-4    | 4-5    |
| 1971      | Copa Africana de Clubes Campeones | 1          | Young Africans SC | 0-0  | 0-2    | 0-2    |
| 1972      | Copa Africana de Clubes Campeones | 1          | Saint-George SA   | 1-3  | 1-1    | 2-4    |
| 1978      | Recopa Africana                   | Preliminar | Al-Hilal          | 0-1  | 0-1    | 0-2    |
| 1981      | Recopa Africana                   | 2          | Gor Mahia FC      | 1-0  | 0-3    | 1-3    |
| 1982      | Copa Africana de Clubes Campeones | 1          | Al-Ahly           | 0-0  | 0-1    | 0-1    |